# Литвиненко Тихін Петрович
Тихін Петрович Литвиненко (1913—1944) — Герой Радянського Союзу (1944, посмертно).

## Життєпис
Народився в 1913 році в селі Бєлово (нині у Ребріхінському районі Алтайського краю РФ) у селянській родині. Українець. Закінчив 8 класів у рідному селі і вчительські курси у Барнаулі. Працював близько 10 років вчителем і завідувачем школи в селах у Камєнка та Бєлово.
З 1939 року в РСЧА. У діючій армії на фронтах німецько-радянської війни з січня 1944 року. Відзначився під час звільнення Польщі.
Командир відділення 545-го стрілецького полку (389-та стрілецька дивізія, 3-ї гвардійської армії, 1-го Українського фронту) старший сержант Литвиненко 29 липня 1944 року на човні, під вогнем противника переправлявся через Віслу в районі міста Сандомир (Польща). Посеред річки човен був розбитий і затонув. Литвиненко у повній бойовій викладці вплав добрався до берега і з товаришами захопив рубіж. Упродовж двох діб утримував плацдарм, відбив 9 контратак противника. Загинув в бою 2 серпня 1944.
23 вересня 1944 року Тихону Петровичу Литвиненку посмертно присвоєно звання Героя Радянського Союзу.